# Notomulciber travancorensis
Notomulciber travancorensis là một loài bọ cánh cứng trong họ Cerambycidae.